# (38436) 1999 RS241
1999 RS241 (asteroide 38436) é um asteroide da cintura principal. Possui uma excentricidade de 0.13766550 e uma inclinação de 1.21991º.
Este asteroide foi descoberto no dia 14 de setembro de 1999 por CSS em Catalina.